# Кусачки (хірургічний інструмент)

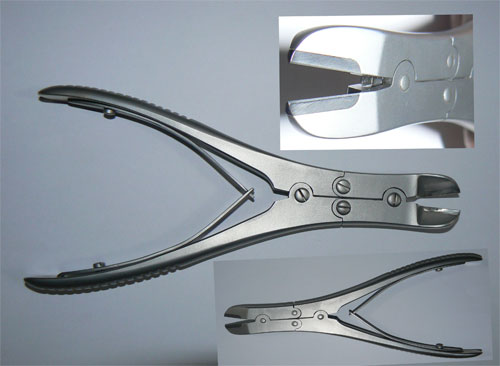
Кусачки

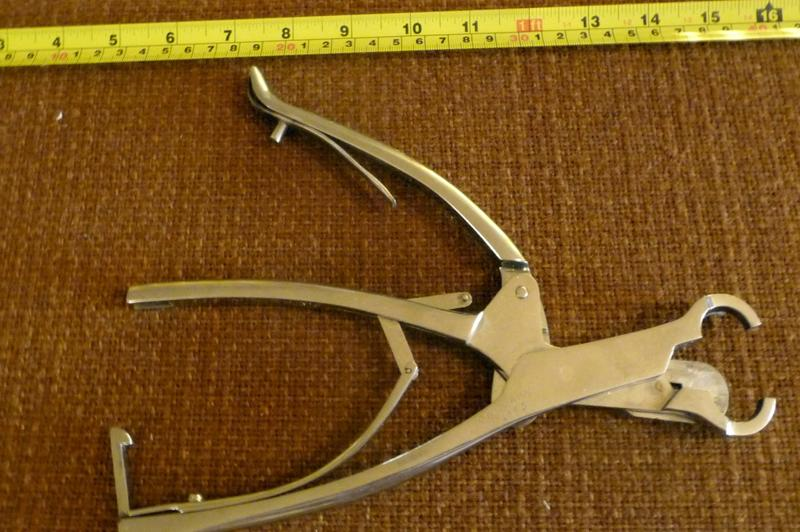
Кусачки реберні (костотом)

Кусачки хірургічні — інструмент для перекусування кісткової і хрящової тканини.
- Кусачки Дальгрена — низки схожих нейрохірургічних інструментів для розтину порожнини черепа
- Кусачки Єгорова-Фрейдіна — хірургічний інструмент для операцій на черепі або хребті
- Кусачки кісткові Лістона — загальна назва низки схожих інструментів з подовженими ручками і прямими різальними крайками для операцій на хребті
- Кусачки Люєра — хірургічний інструмент з різальними крайками у вигляді овальних ложок для скусування кісткової тканини соскоподібного відростка скроневої кістки
- Кусачки Янсена кісткові для операцій на хребті — хірургічний інструмент для операцій на хребті з короткими різальними частинами.
- Кусачки реберні (костотом) — кусачки для операцій з розтину грудної порожнини, слугують для перекусування ребер (costae). Мають три важелі: за допомогою двох утримують кістку, натискуванням на третій перерізують її[1][2].